# Салливан, Дэнни
Дэ́ниел Джон «Дэ́нни» Са́лливан III (англ. Daniel John Sullivan III, 9 марта 1950 года, Луисвилл, штат Кентукки, США) — американский автогонщик, участник чемпионата мира по автогонкам в классе Формула-1. Победитель чемпионата CART 1988 года и гонки 500 миль Индианаполиса 1985 года.

## Биография
Родился в семье строительного подрядчика из Луисвилла. В молодости учился в военном институте Кентукки, сменил много профессий, был официантом в ресторане и водителем нью-йоркского такси. В 1971 году окончил гоночную школу Джима Рассела в Снеттертоне и в 1972 году дебютировал в британской Формуле-Форд. В середине 1970-х годов выступал в различных чемпионатах Формулы-3 и Формулы-2, в 1980 году дебютировал в чемпионате спорткаров Кан-Ам. В 1981—1982 годах выиграл две гонки чемпионата Кан-Ам (обе на трассе в Лас-Вегасе). Также дебютировал в 1982 году в чемпионате CART.
В 1983 году провёл полный сезон в чемпионате мира Формулы-1, выступая за команду «Тиррелл», завоевал два очка за пятое место в Монако. Был дисквалифицирован за недовес автомобиля на Гран-при Канады. В 1984 году вернулся в серию CART, в которой выступал до 1995 года. За годы выступлений в CART выиграл 17 гонок, завоевал 19 поулов, одержал победу в гонке «500 миль Индианаполиса» 1985 года и выиграл чемпионский титул CART 1988 года. Также несколько раз стартовал в гонке «24 часа Ле-Мана».

## Результаты гонок в Формуле-1
| Код | Название Гран-при       | Код | Название Гран-при          |
| --- | ----------------------- | --- | -------------------------- |
| 500 | 500 миль Индианаполиса  | МАЗ | Гран-при Малайзии          |
| 70Л | Гран-при 70-летия       | МАЙ | Гран-при Майами            |
| АБУ | Гран-при Абу-Даби       | МАР | Гран-при Марокко           |
| АВС | Гран-при Австралии      | МЕК | Гран-при Мексики           |
| АВТ | Гран-при Австрии        | МЕХ | Гран-при Мехико            |
| АЗЕ | Гран-при Азербайджана   | МОН | Гран-при Монако            |
| АЙФ | Гран-при Айфеля         | НИД | Гран-при Нидерландов       |
| АРГ | Гран-при Аргентины      | ПЕС | Гран-при Пескары           |
| БАХ | Гран-при Бахрейна       | ПОР | Гран-при Португалии        |
| БЕЛ | Гран-при Бельгии        | РОФ | Гран-при России            |
| БРА | Гран-при Бразилии       | САН | Гран-при Сан-Марино        |
| ВЕЛ | Гран-при Великобритании | САП | Гран-при Сан-Паулу         |
| ВЕН | Гран-при Венгрии        | САУ | Гран-при Саудовской Аравии |
| ГЕР | Гран-при Германии       | САХ | Гран-при Сахира            |
| ДАЛ | Гран-при Далласа        | СИН | Гран-при Сингапура         |
| ДЕТ | Гран-при Детройта       | СОЕ | Гран-при США               |
| ЕВР | Гран-при Европы         | СШЗ | Гран-при США-Запад         |
| ИНД | Гран-при Индии          | ТИХ | Гран-при Тихого океана     |
| ИСП | Гран-при Испании        | ТОС | Гран-при Тосканы           |
| ИТА | Гран-при Италии         | ТУЦ | Гран-при Турции            |
| КАН | Гран-при Канады         | ФРА | Гран-при Франции           |
| КАТ | Гран-при Катара         | ШВА | Гран-при Швейцарии         |
| КИТ | Гран-при Китая          | ШВЕ | Гран-при Швеции            |
| КОР | Гран-при Кореи          | ШТИ | Гран-при Штирии            |
| ЛАС | Гран-при Лас-Вегаса     | ЭМИ | Гран-при Эмилии-Романьи    |
| СИЗ | Гран-при Сизарс-пэласа  | ЮЖН | Гран-при ЮАР               |
| ЛЮК | Гран-при Люксембурга    | ЯПО | Гран-при Японии            |

| Год  | Команда | Шасси       | Двигатель | 1      | 2     | 3        | 4        | 5     | 6      | 7        | 8       | 9      | 10     | 11       | 12       | 13       | 14       | 15    | Место | Очки |
| ---- | ------- | ----------- | --------- | ------ | ----- | -------- | -------- | ----- | ------ | -------- | ------- | ------ | ------ | -------- | -------- | -------- | -------- | ----- | ----- | ---- |
| 1983 | Тиррелл | Tyrrell 011 | Cosworth  | БРА 11 | СШЗ 8 | ФРА Сход | САН Сход | МОН 5 | БЕЛ 12 | ДЕТ Сход | КАН ДСК | ВЕЛ 14 | ГЕР 12 | АВТ Сход | НИД Сход | ИТА Сход |          |       | 17    | 2    |
| 1983 | Тиррелл | Tyrrell 012 | Cosworth  |        |       |          |          |       |        |          |         |        |        |          |          |          | ЕВР Сход | ЮАР 7 | 17    | 2    |

## Результаты выступлений в серии CART
| Год  | Команда         | Место | Очки |
| ---- | --------------- | ----- | ---- |
| 1982 | Forsythe Newman | 22    | 28   |
| 1984 | Shierson Racing | 4     | 110  |
| 1985 | Penske          | 4     | 126  |
| 1986 | Penske          | 3     | 147  |
| 1987 | Penske          | 9     | 87   |
| 1988 | Penske          | 1     | 182  |
| 1989 | Penske          | 7     | 107  |
| 1990 | Penske          | 6     | 139  |
| 1991 | Patrick Racing  | 11    | 56   |
| 1992 | Galles Racing   | 7     | 99   |
| 1993 | Galles Racing   | 12    | 43   |
| 1995 | PacWest Racing  | 19    | 32   |